# Soy tu dueña
Soy tu dueña (no Brasil: A Dona) é uma telenovela mexicana produzida por Nicandro Díaz González para a Televisa e exibida pelo Canal de las Estrellas de 19 de abril até 7 de novembro de 2010 em 146 capítulos, substituindo Corazón salvaje e sendo substituída por Triunfo del amor.
Foi criada e escrita por Kary Fajer, sendo um remake da telenovela La dueña, produzida em 1995. Ambas são novas versões baseadas na telenovela venezuelana La doña da RCTV de 1972, que foi escrita por Inés Rodena.
É protagonizada por Lucero e Fernando Colunga; antagonizada por Gabriela Spanic, Sergio Goyri, David Zepeda e Jacqueline Andere. Tem atuações estelares de Marisol del Olmo, Fabián Robles e Eduardo Capetillo e os primeiros atores Silvia Pinal, Julio Alemán, Ana Martín e Eric del Castillo.

## Enredo
Valentina (Lucero) é uma mulher que tem uma grande fortuna, que seus pais deixaram para ela quando morreram em um acidente de carro. Ela tem uma mansão na Cidade do México, onde vive com sua tia Isabel (Silvia Pinal), e sua prima Ivana (Gabriela Spanic) que trata Valentina com muita indiferença e sente inveja dela.
Tudo muda para Valentina quando seu noivo Alonso (David Zepeda), tramando com Ivana no dia de seu casamento, a deixa esperando no altar. A partir daí, Valentina se torna uma mulher amarga, e vai para sua fazenda, no interior. Chegando lá, ela conhece seu vizinho José Miguel (Fernando Colunga).
Em pouco tempo, o povo da região passa a odiá-la, a chamando de "A víbora", porque o seu capataz Rodrigo (Sergio Goyri) comete tiranias em seu nome sem que ela saiba. Ela e José Miguel começam a ter vários mal-entendidos por conta dos limites de suas terras. Valentina quer comprar suas terras mas ele se recusa, já que seus pais Frederico (Eric del Castillo) e Leonor (Jacqueline Andere) divergem disso.
Leonor quer voltar à Cidade do México, mas Frederico tem apenas um curto período de tempo para viver e quer passar os seus dias restantes em sua fazenda. Frederico acaba se apaixonando novamente por Isabel depois de tanto tempo separados.
Rodrigo ateia fogo à casa de João (Eduardo Rivera), um ex-funcionário de José Miguel que foi demitido por Leonor. Rodrigo mata Lázaro (Alejandro Ruiz), um trabalhador da fazenda, em um estábulo pertencente a Valentina, e ela acaba sendo acusada pelo crime.
Ivana começa a se apaixonar por José Miguel, logo Valentina começa a se apaixonar por ele também depois de acidentalmente ter atirado nele. Rodrigo decide que quer Valentina, e ele começa a desafiar José Miguel para ficar com ela. José Miguel e Valentina finalmente concordam em se casar, mas Leonor não aprova o casamento. Ivana e Rodrigo também desaprovam o casamento.
Enquanto José Miguel vai para a Cidade do México vender sua casa, uma mulher chamada Marcélia (Pilar Montenegro) diz a Valentina que ela e José Miguel tiveram um relacionamento e que ela tem um filho dele. Valentina interrompe os planos de casamento com José Miguel por causa disso.
Logo Alonso decide que não vai voltar à Cidade do México sem Valentina ou seu perdão. José Miguel, Rodrigo, e Alonso começam a lutar pelo amor de Valentina, formando um triângulo amoroso. Alonso e José Miguel em um curto espaço de tempo vão para a Cidade do México. Jesus (Diego Ávila), filho de um dos trabalhadores de José Miguel, é ferido em um acidente, e José Miguel vai a São Pedro para vê-lo no hospital.
José Miguel e Valentina decidem voltar a ficar juntos, mesmo contra a vontade de todos.
Com a consciência culpada por ter matado Oscar (Claudio Báez), Ivana enlouquece e passa a ter alucinações, o que degrada sua saúde mental com o tempo. Ela acaba matando a fiel babá de Valentina, Benita (Ana Martín). Ivana continua tendo alucinações e pensa que o espírito de Oscar e Benita estão infernizando sua vida. Rodrigo testemunha o assassinato.
Rodrigo rapta Valentina, e ela acaba sendo resgatada por Sabino (José Carlos Ruiz) e José Miguel, que acaba por ter seu segredo revelado: Leonor e Rodrigo foram amantes, quando eles eram jovens. Enquanto Rodrigo e José Miguel estão engajados em uma batalha de morte, Leonor diz a José Miguel que Rodrigo é seu verdadeiro pai. A caverna onde Rodrigo mantinha refém Valentina, explode e como ele estava dentro da caverna, todo mundo acredita que ele está morto.
Ivana chega a perceber que não vai ser capaz de fugir por conta dos assassinatos de Oscar e Benita e que pode ser presa ou internada em um hospício. Sem saída, Ivana se suicida, se enforcando. O resultado da autópsia confirma que ela não estava grávida.
Valentina e José Miguel se casam. No entanto, durante a cerimônia Rodrigo aparece na igreja, muito desfigurado, e tenta matá-los. Alonso pula para impedir Rodrigo, em seguida a polícia chega para desarmá-lo e levá-lo embora. Valentina e José Miguel começam a serem felizes junto de seus filhos.

## Produção
As gravações começaram oficialmente no dia 8 de fevereiro de 2010.
Lucero interpreta ao lado de Joan Sebastian o tema musical oficial da novela, "Golondrinas Viajeras". A parceria voltaria a se repetir em 2012, quando os dois cantores lançaram um disco inteiramente de duetos intitulado Un Lujo. Lucero interpreta também a música-tema romântica do casal Valentina e José Miguel, "Dueña de tu Amor". A canção faz parte do álbum Indispensable da cantora, estando presente em duas versões: versão CD (com batida pop) e versão telenovela.

## Elenco
| Intérprete                    | Personagem                                                                 |
| ----------------------------- | -------------------------------------------------------------------------- |
| Lucero                        | Valentina Vilaça Rangel                                                    |
| Fernando Colunga              | José Miguel Montesinos                                                     |
| Gabriela Spanic               | Ivana Dorantes Rangel                                                      |
| Sergio Goyri                  | Rodrigo Gavilán                                                            |
| David Zepeda                  | Alonso Penalva                                                             |
| Jacqueline Andere             | Leonor de Montesinos                                                       |
| Silvia Pinal                  | Isabel Rangel de Dorantes                                                  |
| Ana Martín                    | Benita "Nita" Garrido                                                      |
| Marisol del Olmo              | Gabriela "Gaby" Silva / Gabriela Silva da Costa                            |
| Fátima Torre                  | Maria da Luz Camargo Romão                                                 |
| Eduardo Capetillo             | Horácio da Costa                                                           |
| Julio Alemán                  | Dr. Ernesto Galeano                                                        |
| Eric del Castillo             | Frederico Montesinos                                                       |
| Carlos Bracho                 | Padre Justino Samantini                                                    |
| Arsenio Campos                | Padre Justino Samantini                                                    |
| Fabián Robles                 | Felipe Santiago Barreira                                                   |
| Raúl "Chóforo" Padilla        | Padre Ventura Menezes                                                      |
| José Carlos Ruiz              | Sabino Mercado                                                             |
| Rossana San Juan              | Cristina Camargo Romão                                                     |
| Paul Stanley                  | Timóteo "Timo"                                                             |
| Ana Bertha Espín              | Enriqueta Bermudes de Macotela                                             |
| David Ostrosky                | Moisés Macotela                                                            |
| Emoé de la Parra              | Nádia de Almeida                                                           |
| Tony Vela                     | Delegado Bruno Toledo                                                      |
| Juan Carlos Serrán            | Delegado Libório Manzanares                                                |
| Cristina Obregón              | Sandra Enriqueta Macotela Bermudes / Sandra Enriqueta Macotela de Santiago |
| Diana Osorio                  | Margarida Corona                                                           |
| Diego Ávila                   | Jesus Granado                                                              |
| Anabel Ferreira               | Amparo                                                                     |
| Mário del Río                 | Filadelfo Barra                                                            |
| Eduardo Rivera                | João Granado                                                               |
| Claudia Ortega                | Teresa de Granado                                                          |
| Marina Marín                  | Loreta Fontes                                                              |
| Paulina de Labra              | Tirsa                                                                      |
| Flora Fernández               | Assunta                                                                    |
| Evelyn Ximena                 | Teresa "Teresinha" Granado                                                 |
| Nikolás Caballero             | Santiago "Santiaguinho" Penalva Castanho                                   |
| Claudio Báez                  | Oscar Almeida Rodrigues                                                    |
| Alejandra Procuna             | Brenda Castanho Lagunes                                                    |
| Pilar Montenegro              | Marcélia Oliveira                                                          |
| Marisol Santacruz             | Cecília Rangel de Vilaça                                                   |
| Guillermo Capetillo           | Rogério Vilaça                                                             |
| Alejandro Ruiz                | Lázaro Magalhães                                                           |
| Myrrah Saavedra               | Leonela Lagunes de Castanho                                                |
| Eduardo Rodríguez             | Dr. Estevão Nogueira                                                       |
| Tony Bravo                    | Eurico Sá-Mendonça / Wilson Bragança                                       |
| Aurora Clavel                 | Dona Augusta de Magalhães                                                  |
| Vicente Herrera               | Dante Espínola                                                             |
| Gerardo Albarrán              | Eron Oliveira                                                              |
| Salvador Ibarra               | Celso Lagoa                                                                |
| María Prado                   | Griselda                                                                   |
| Gabriel Roustand              | Joventino                                                                  |
| Ruben Santana                 | Anselmo                                                                    |
| Justo Martínez                | Sancho                                                                     |
| José Luis Avendaño            | Serafim Ferreira                                                           |
| Alejandro Aragón              | Dr. Guerra                                                                 |
| Danna Altamirano              | Valentina Vilaça Rangel (criança)                                          |
| Patricia Calzada              | Noemi                                                                      |
| Janet Ruiz                    | Fidelina                                                                   |
| Enrique Borja Jr.             | Alex                                                                       |
| Esteban Franco                | Veterinário                                                                |
| Adriana Laffan                | Prisioneira                                                                |
| Mónica Dossetti               | Prostituta                                                                 |
| Yesenia Spezzia               | Prostituta                                                                 |
| Karla Barahona                | Prostituta                                                                 |
| Martha Julia                  | Dama de honra                                                              |
| Rebeca Mankita                | Dama de honra                                                              |
| Manola Diez                   | Dama de honra                                                              |
| Cristina Bernal               | Dama de honra                                                              |
| Silvia Ramírez                | Dama de honra                                                              |
| Theo Tapia                    | Funcionário da editora                                                     |
| Eduardo Carabajal             | Funcionário da editora                                                     |
| Jorge Abraham                 | Funcionário da Fábrica                                                     |
| La Arrolladora Banda El Limón | Eles mesmos                                                                |

## Exibição

### No México
A trama era exibida de segunda à sexta no horário nobre, sucedendo Corazón salvaje. Seus dez últimos capítulos dividiram o horário com os primeiros capítulos de Triunfo del amor.
Foi reprisada pela primeira vez em seu canal original ao meio dia, entre 24 de março e 11 de junho de 2014, em 58 capítulos, substituindo Como dice el dicho e sendo substituída por La fea más bella,
Foi reprisada pela segunda vez de 17 de agosto a 22 de dezembro de 2020, em 92 capítulos, substituindo Destilando amor e sendo substituída por Mañana es para siempre, às 16h30.
Foi reprisada pelo TLNovelas de 31 de julho a 3 de dezembro de 2021, substituindo La otra e sendo substituída por Caer en tentación, na faixa de meia-noite do canal.

### Exibição no Brasil
A Dona foi exibida pela primeira vez no Brasil pelo SBT, entre 17 de agosto de 2015 e 4 de março de 2016, em 145 capítulos, substituindo a reprise de A Usurpadora e sendo substituída pela também inédita Meu Coração é Teu na faixa das 17h30. Em seus primeiros capítulos, foi usado o tema original "Golondrinas Viajeras" de Lucero e John Sebastian, sendo alterado na semana seguinte pela versão brasileira de "Dueña Deste Amor" ("Dona Desse Amor") também cantada por Lucero e usada totalmente nas duas reprises do SBT.
Foi exibida pela primeira vez pelo canal pago TLN Network entre 10 de dezembro de 2018 e 28 de junho de 2019 em 142 capítulos com edição internacional (original, sem cortes) e áudio dublado em português substituindo Abismo de paixão e sendo substituída por Abraça-me muito forte.
Foi reprisada pelo SBT de 1 de abril a 26 de agosto de 2019, em 106 capítulos, substituindo a série mexicana A Rosa dos Milagres e sendo substituída pela reprise de Abismo de Paixão na faixa das 18h30.
Foi reprisada novamente pelo SBT de 7 de dezembro de 2022 a 8 de maio de 2023, em 105 capítulos, substituindo Cuidado com o Anjo e sendo substituída por Sortilégio na faixa das 17h20 (a mesma da exibição original). A novela, inclusive, chegou a ser uma das candidatas para substituir a reprise de Mar de Amor, ficando em 2° lugar numa enquete do site do SBT, concorrendo contra Cuidado com o Anjo (que foi a escolhida) e Um Caminho Para o Destino. Essa segunda reprise foi exibida com cenas que foram cortadas nas outras exibições. Não foi ao ar nos dias 14 e 21 de fevereiro, 7 e 14 de março de 2023 devido à transmissão da fase final da Liga dos Campeões da UEFA de 2022–23.
Foi exibida exibida pela segunda vez pelo canal pago TLN Network entre 25 de setembro de 2023 a  07 de abril de 2024 substituindo Teresa e sendo substituída por Abismo de Paixão.
Foi exibida na íntegra pelo canal fast +Novelas no streaming +SBT de 02 de dezembro de 2024 a 20 de junho de 2025, sendo substituída por Fascinação na faixa das 6h, com reprises ás 14h e 22h, além de maratona semanal aos sábados.
Foi disponibilizada pelo serviço de streaming +SBT, dublada em português, no dia 06 de março de 2025, com seus 142 capítulos dublados em português.

## Audiência

### No México
Na sua exibição original, o primeiro capítulo teve uma média de 27.6 pontos. Sua maior audiência é de 30.6 pontos, alcançada no penúltimo capítulo, em 5 de novembro de 2010. Já sua menor audiência é de 19.7 pontos, alcançada em 15 de setembro de 2010. O último capítulo teve média de 30.4 pontos. Ao fim, a trama terminou com média de 25.8 pontos. Além disso, conseguiu elevar a baixa audiência do horário, deixada por Corazón salvaje.

### No Brasil

#### Exibição original
O primeiro capítulo teve uma média de 6,5 pontos e 8 de pico e 12,5% de share, garantindo a vice liderança isolada.
No dia 10 de setembro de 2015, a novela bate seu primeiro recorde de audiência, marcando 8 pontos de média, 14% de share e com picos de 8,6 e garantiu a vice-liderança, vencendo a Rede Record, que marcou 7,7 pontos, exibindo o Cidade Alerta.
Em 15 de outubro de 2015, a novela bateu o seu segundo recorde, marcando 8,7 de média, 15,7% de share e com picos de 9,6 pontos e garantiu novamente a vice-liderança, derrotando o Cidade Alerta, que marcou 6,3 pontos.
Em 16 de outubro de 2015, a novela bateu o seu terceiro recorde de audiência, marcando 8,1 de média, 13,8% de share e com picos de 10 pontos e garantiu novamente a vice-liderança pro SBT, vencendo a Rede Record, que exibia o Cidade Alerta com 7,7 pontos.
Em 16 de fevereiro de 2016, a novela bate seu quarto recorde de audiência, registrando 8,1 de média, recorde que já foi alcançado 4 meses antes e o primeiro no novo horário da novela. Nesse dia foi levado ao ar a cena em que Ivana (Gaby Spanic) mata a personagem Benita (Ana Martín).
Em 29 de fevereiro de 2016, a novela marcou seu mais novo recorde, 9,5 pontos com picos de 10. Nesse dia aconteceu a grande revelação de que Rodrigo e José Miguel são pai e filho.
Já no seu penúltimo capítulo, exibido no dia 3 de março de 2016, a novela registrou 9,8 pontos de média e 10 de pico. Neste dia foi levado ao ar o suicídio da vilã Ivana (Gabriela Spanic).
Já seu último capítulo, exibido no dia 4 de março de 2016, registrou 9,2 pontos de média, 15% de share e 10,2 de pico e alcançou a vice liderança isolada.
Sua menor audiência foi registrada no dia 25 de dezembro de 2015, quando marcou 4,9 pontos.
Teve média geral de 7 pontos e foi um grande sucesso.

#### Primeira reprise
A reestreia da novela, exibida no final da tarde, teve média de 6,7 pontos, levantando a audiência do horário. O segundo capítulo registrou 6,3 pontos. O terceiro obteve 5,9 pontos, mantendo a estabilidade do final da tarde. O quarto capítulo registrou a menor média da novela com 5,3 pontos.
Nessa reprise, a novela vinha oscilando entre 6 e 7 pontos, chegando a picos de 8 em determinados momentos, representando um crescimento no horário com relação a série antecessora na faixa.
Em 12 de abril, registrou 7,0 pontos de média, seu primeiro recorde. Em 18 de abril, na quinta-feira santa, atingiu a marca dos 8 pontos. Em 16 de maio, registrou 8,3 pontos. Já na reta final, em 19 de agosto, registrou 8,9 pontos. Em 21 de agosto, registrou 9,9 pontos e chegou a permanecer por alguns minutos na vice-liderança com picos de 11. Seu último capítulo marcou 8,7 pontos.
Teve média geral de 7 pontos e repetiu o sucesso da exibição original.

#### Segunda reprise
A estreia de sua segunda reprise marcou 4,7 pontos e 6 de pico, sendo assim o segundo menor índice desde a inauguração da faixa. O segundo capítulo anotou 4,3 pontos. O quinto capítulo bateu recorde e anotou 5,1 pontos. No dia 3 de janeiro de 2023, marcou a sua menor audiência, com 3,9 pontos.
Em 7 de fevereiro bateu recorde com 5,6 pontos. Registrou o mesmo recorde nos dias 24 e 25 de abril, sendo impulsionadas pela reestreia de Sortilégio. Em 2 de maio bate seu novo recorde com 5,7 pontos. No dia seguinte (3 de maio) crava mais um recorde com 6,2 pontos.
O último capítulo registrou 5,8 pontos, chegando aos picos de 6,5 e share de 10,3%, assumindo a vice-liderança em alguns momentos. Fechou com a média geral de 4,5 pontos, dessa vez, não repetindo o mesmo sucesso da primeira reprise.

## Músicas
| Tema Musical                    | Intérpete                           |
| ------------------------------- | ----------------------------------- |
| Golondrinas viajeras            | Joan Sebastian & Lucero             |
| Dona Desse Amor                 | Lucero                              |
| Temas inéditos                  | Gabriela Spanic & Eduardo Capetillo |
| Música incidental da telenovela | Adolorido                           |

## Outras versões
- A história original foi a telenovela da Venezuela La doña, produzida pela RCTV no ano de 1972, produzida por Román Chalbaud. Foi dirigida por Arquímedes Rivero e protagonizada por Lila Morillo e Elio Rubens.
- A primeira versão no México foi realizada pela Televisa, em 1978 com o título de Doménica Montero, dirigida por Lorenzo de Rodas, produzida por Valentín Pimstein e protagonizada por Irán Eory, Rogelio Guerra e Raquel Olmedo.
- Amanda Sabater, telenovela venezuelana feita pela RCTV em 1989, dirigida por Gabriel Walfenzao e estrelada por Maricarmen Regueiro e Ivan Moros.
- A segunda versão no México, chamada La dueña foi realizada novamente pela Televisa, no ano de 1995, com a produção de Florinda Meza, e direção de Roberto Gómez Fernández, foi protagonizada pelos atores Angélica Rivera, Francisco Gattorno e Cynthia Klitbo.
- A segunda versão na Venezuela novamente pela rede RCTV foi realizada em 1995 uma versão livre com o título de El desafío, produzida por Carlos Lamus e Hernando Faria, dirigida por Renato Gutiérrez e protagonizada por Caluda Venturini, Henri Soto e Mimi Lazo.
- A versão no Brasil foi produzida pelo SBT no ano 2001, com o título de Amor e Ódio, dirigida por Jacques Lagoa, Henrique Martins e Antonino Seabra, produzida por David Grimberg e Gilberto Nunes, e protagonizada por Suzy Rêgo, Daniel Boaventura e Viétia Rocha.
- Em 2026, a Televisa realizará mais uma versão da história, dessa vez, inspirada em Doménica Montero, outra versão dessa história que também foi produzida pela própria Televisa em 1978. Será produzida por Carlos Bardasano e protagonizada por Angelique Boyer e pelo ator brasileiro Marcus Ornellas.

## Prêmios e indicações

### Prêmios ACE 2011
| Categoria         | Pessoa            | Resultado |
| ----------------- | ----------------- | --------- |
| Melhor telenovela | Melhor telenovela | Venceu    |
| Melhor atriz      | Lucero            | Venceu    |
| Melhor direção    | Salvador Garcini  | Venceu    |

## PremioTvyNovelas 2011
| Categoria                   | Indicados                 | Resultados |
| --------------------------- | ------------------------- | ---------- |
| Melhor Telenovela           | Nicandro Díaz González    | Indicado   |
| Melhor Atriz Protagonista   | Lucero                    | Indicado   |
| Melhor Ator Protagonista    | Fernando Colunga          | Venceu     |
| Melhor Atriz Antagonista    | Jacqueline Andere         | Indicado   |
| Melhor Ator Antagonista     | Sergio Goyri              | Indicado   |
| Melhor Ator Co-Protagonista | David Zepeda              | Indicado   |
| Melhor Primeira Atriz       | Ana Martín e Silvia Pinal | Indicada   |
| Melhor Primeiro Ator        | Eric del Castillo         | Indicado   |
| Melhor Revelação Feminina   | Fátima Torre              | Venceu     |
| Melhor Revelação Masculina  | Paul Stanley              | Venceu     |